# Dipartimento di Buyo
Il dipartimento di Buyo è un dipartimento della Costa d'Avorio situato nella regione di Nawa, distretto di Bas-Sassandra.
Nel censimento del 2014 è stata rilevata una popolazione di 183.875 abitanti. 
Il dipartimento è suddiviso nelle sottoprefetture di Buyo e Dapéoua.